# شهرک صنعتی شبستر
شهرک صنعتی شبستر (شندآباد) یکی از شهرک‌های صنعتی استان آذربایجان شرقی است که در ۷ کیلومتری شهر شبستر واقع شده‌است.